# Малые Озерцы
Ма́лые Озе́рцы — деревня в Ретюнском сельском поселении Лужского района Ленинградской области.

## История

### До XIX века
Впервые упоминается в писцовых книгах Шелонской пятины 1498 года, как деревня Мокрые Озерца в Которском погосте Новгородского уезда.

### XIX — начало XX века
Деревня Малые Озерцы, при ней Дом Фёдорова и усадьба помещика Ишкарина, упоминаются на карте Санкт-Петербургской губернии Ф. Ф. Шуберта 1834 года.

МАЛЫЕ ОЗЕРЦЫ — деревня принадлежит ведомству Ораниенбаумского дворцового правления, число жителей по ревизии: 55 м. п., 58 ж. п. (1838 год)

В первой половине XIX века в деревне была возведена деревянная часовня.
Деревня Малые Озерцы отмечена на карте профессора С. С. Куторги 1852 года.

МАЛЫЕ ОЗЕРЦЫ — деревня Ораниенбаумского дворцового правления, по просёлочной дороге, число дворов — 17, число душ — 62 м. п. (1856 год)

ОЗЕРЦЫ МАЛЫЕ — деревня Дворцового ведомства при озере Озерецком, число дворов — 15, число жителей: 50 м. п., 56 ж. п. (1862 год)

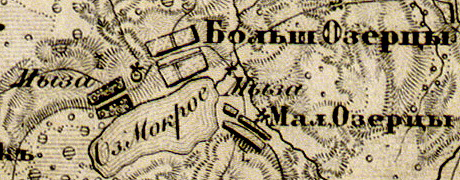
Деревня Малые Озерцы на карте 1863 года

Согласно карте из «Исторического атласа Санкт-Петербургской Губернии» 1863 года в деревне Малые Озерцы находилась мыза и ветряная мельница.
Согласно материалам по статистике народного хозяйства Лужского уезда 1891 года, имение при селении Малые Озерцы площадью 137 десятин принадлежало отставному подпоручику Д. Д. Мармылеву, имение было приобретено в 1885 году за 4000 рублей.
В XIX веке деревня административно относилась ко 2-му стану Лужского уезда Санкт-Петербургской губернии, в начале XX века — к Поддубской волости 4-го земского участка 4-го стана.
По данным «Памятной книжки Санкт-Петербургской губернии» за 1905 год деревня называлась Мокрые Озерцы и входила в Поддубское сельское общество.

### 1917—1991 годы
С 1917 по 1923 год деревня Малые Озерцы входила в состав Озерецкого сельсовета Поддубской волости Лужского уезда.
С 1923 года, в составе Средне-Озерецкого сельсовета Городецкой волости.
С 1924 года, в составе Кренского сельсовета.
С 1927 года, в составе Лужской волости, а затем Лужского района.
С 1928 года, в составе Поддубского сельсовета.
По данным 1933 года деревня Малые Озерцы входила в состав Поддубского сельсовета Лужского района.
C 1 августа 1941 года по 31 января 1944 года деревня находилась в оккупации.
По данным 1966 года деревня Малые Озерцы также входила в состав Поддубского сельсовета.
По данным 1973 года деревня Малые Озерцы входила в состав Шильцевского сельсовета.
По данным 1990 года деревня Малые Озерцы входила в состав Ретюнского сельсовета.

### 1991 год — настоящее время
По данным 1997 года в деревне Малые Озерцы Ретюнской волости проживали 22 человека, в 2002 году — 23 человека (русские — 87 %).
В 2007 году в деревне Малые Озерцы Ретюнского СП проживали 25 человек.

## География
Деревня расположена в южной части района на автодороге 41К-692 (Крени — Большие Озерцы).
Расстояние до административного центра поселения — 16 км.
Расстояние до ближайшей железнодорожной станции Серебрянка — 14 км.
Деревня находится на восточном берегу озера Мокрое.

## Демография
| 1838 | 1862 | 1997 | 2007 | 2010 | 2017 |
| ---- | ---- | ---- | ---- | ---- | ---- |
| 113  | ↘106 | ↘22  | ↗25  | ↘24  | ↘18  |

## Улицы
Береговая, Верхняя, Нижняя.